# Chiesa di San Giorgio Martire (San Giorgio della Richinvelda)
La chiesa di San Giorgio Martire è la parrocchiale di San Giorgio della Richinvelda, in provincia di Pordenone e diocesi di Concordia-Pordenone; fa parte della forania di Spilimbergo.

## Storia
La prima citazione della pieve di San Giorgio della Richinvelda è da ricercare in un documento datato 985; questa pieve è la matrice delle chiese di Arzene, Aurava, Barbeano, Cosa, Domanins, Grions, Rivis, San Martino, Turrida, Redenzicco, Provesano, Gradisca, Rauscedo, Pozzo e Valvasone.
Nel 1179 la pieve venne annessa alla mensa del capitolo della cattedrale di Concordia Sagittaria nella speranza, mai realizzatasi, che i canonici conducessero la vita in comune.
La chiesa venne riedificata tra i secoli XIV e XV, dal momento che la precedente versava in pessime condizioni; su uno degli archetti della parete laterale si legge la data 1424.
Nel Seicento furono rifatti il coro e l'abside.
La prima pietra dell'attuale parrocchiale venne posta nel 1885; i lavori del nuovo edificio, progettato da Girolamo D'Aronco in stile neogotico, procedettero a rilento fino al 1894, quando subirono un'accelerazione, per poi essere completati dopo qualche tempo.
Il terremoto del Friuli del 1976 arrecò alla chiesa alcuni danni, che dovettero essere, pertanto, sanati.

## Descrizione

### Esterno
La facciata della chiesa presenta due pinnacoli e, sotto gli spioventi, degli archetti pensili; sopra il portale è presente una lunetta, nella quale è inserita una raffigurazione di San Giorgio che sconfigge il drago.

### Interno
L'interno è a tre navate con il soffitto a capriate; l'aula termina con il presbiterio, che presenta la volta a crociera. Opere di pregio qui conservate sono l'altar maggiore in pietra di Meduno, costruito nel 1667 e caratterizzato da delle balaustre laterali, il tabernacolo in marmi policromi, realizzato nel 1789, gli affreschi raffiguranti degli Angeli con dei cartigli che attorniano Cristo benedicente e altri angeli, i Santi Giorgio Martire, Stefano Protomartire ed Isidoro e il Beato Bertrando, eseguiti da Francesco Barazzutti da Gemona del Friuli, l'organo, realizzato dalla ditta Zanin di Codroipo ed inaugurato il 7 ottobre 1900, due statue novecentesche ritraenti Santa Lucia e San Giovanni Battista e il fonte battesimale del 1589.